# Liste der Monuments historiques in Cernion
Die Liste der Monuments historiques in Cernion führt die Monuments historiques in der französischen Gemeinde Cernion auf.

## Liste der Objekte
| Bezeichnung                 | Beschreibung                                    | Standort                        | Kennzeichnung | Schutzstatus | Datum | Bild |
| --------------------------- | ----------------------------------------------- | ------------------------------- | ------------- | ------------ | ----- | ---- |
| Skulptur Maria Immaculata   | Stein, farbig gefasst, 17. oder 18. Jahrhundert | in der Kirche St-Quentin (Lage) | PM08000097    | Classé       | 1966  |      |
| Skulptur Heiliger Quintinus | Stein, farbig gefasst, 17. oder 18. Jahrhundert | in der Kirche St-Quentin (Lage) | PM08000098    | Classé       | 1966  |      |